# Нова-Пака
Нова-Пака (чеш. Nová Paka — город в Чехии, в районе Йичин Краловеградецкого края. Расположен в 22 км северо-восточнее административного центра района, г. Йичина.
Муниципалитет (община) с расширенными полномочиями.
Население города Нова-Пака составляет 9222 жителя, из которых 4533 мужчины и 4689 женщин. Средний возраст жителей — 41,6 года.

## Демография
| Год                | 1970 | 1980 | 1991 | 2001 | 2003 | 2006 | 2012 |
| ------------------ | ---- | ---- | ---- | ---- | ---- | ---- | ---- |
| Количество жителей | 9043 | 8842 | 9380 | 9299 | 9219 | 9383 | 9335 |

### Структура
Количество локальных частей (районов) — 13.
- Гержманице
- Кумбуски-Уйезд
- Нова-Пака
- Подлевин
- Пршибыслав
- Пуста-Просеч
- Радкине
- Штиков
- Студенка
- Валдов
- Влков
- Врховина
- Зламанины

## История
Самое раннее упоминание о Нова-Пака относится к 1357 году и связано с назначением пастора костёла Святого Михаила. В то время город назывался «Пака Молодая» (нем. Jungpaka , чеш. Paka Mladá). Из-за преимущественно деревянной застройки в городе Нова-Пака регулярно случались пожары. В 1563 году пожаром была уничтожена большая часть города. В 1586 году город охватила эпидемия чумы, в результате которой вымерла половина горожан, еще около 450 человек умерло от эпидемии чумы 1625 года.
Во время Тридцатилетней войны в 1643 году город был разграблен и сожжён шведскими войсками. Следующий пожар в 1666 году уничтожил здания главной городской площади. В дальнейшем в городе случались серьёзные пожары в 1710, 1827 и 1844 годах.
Жизнь города в течение многих столетий была связана с расположенным здесь замком Кумбурк (Kumburk), одним из владельцев которого был известный полководец Альбрехт фон Валленштейн. Жители, в основном, занимались ткачеством и изготовлением керамики. Значительное влияние на жизнь города оказывал монастырь пауланов и костёл Вознесения Девы Марии. Монастырь был построен в 1701 году, а костёл освящен в 1724 году. Нова-Пака стал важным местом паломничества. В XIX—начале XX века Нова-Пака был чешской «Меккой спиритизма».

## Известные уроженцы и жители
- Зивр, Ладислав (1909–1980) — скульптор
- Кафка, Богумил (1878–1942) — скульптор
- Сухарда, Войтех (1884–1968) — скульптор, резчик по дереву и кукольник
- Сухарда, Станислав (1866–1916) — скульптор и профессор искусств
- Хельге, Ладислав (1927–2016) — режиссёр и сценарист